# محاصره کاخ سانجو
محاصره کاخ سانجو (انگلیسی: Siege of Sanjō Palace) حادثه تحریک کننده شورش هیجی (شورش هیجی، ۱۹ ژانویه – ۵ فوریه ۱۱۶۰) در اواخر دوره هی‌آن تاریخ ژاپن بود. درگیری بین مشاوران خاندان فوجیوارا نو نوبویوری و فوجیوارا نو میچینوری (شینزی)، هر دو از خاندان قدرتمند خاندان فوجیوارا به وجود آمد که هر یک به ترتیب در کنار خاندان‌های جنگجوی خاندان میناموتو و خاندان تایرا (هیکه) متحد شدند.